# 日本バス友の会

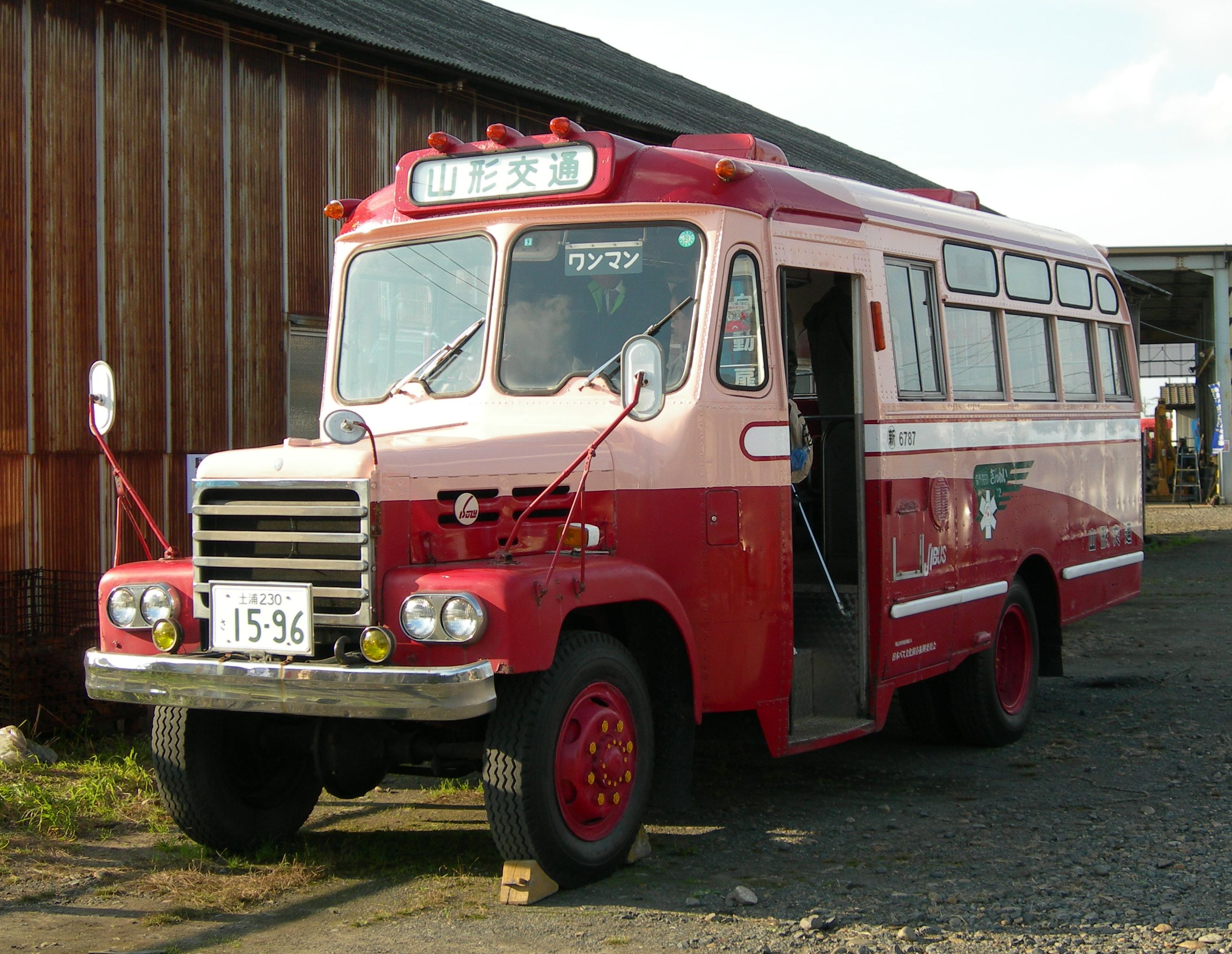
日本バス友の会が動態保存するボンネットバス（いすゞ・TSD40）

日本バス友の会（にほんバスとものかい）は、バスに興味がある人々（バスファン）の活動を支援することを目的として設立された任意団体である。

## 概要
1980年に設立。かつては東京都豊島区に事務局を置いていた。
全国に5支部（北海道・関東・東海・関西・九州）を擁する。また6番目の支部として東北支部ができ、記念本を出版していると『河北新報』で報道された。この6支部体制は、1980年の設立当時に復したと言える。
10台を超える保存バスがあり、一部車両はイベントなどへの貸し出しで一般人が実際に乗車できる機会がある。

### 事務局
事務局を埼玉県ふじみ野市大原1丁目1-9「バスの店 クラフト木つつ木」内に置いている。また同店内に「バス資料室」を開設している。
事務局は「クリム企画株式会社」という企業と同居している（2009年4月以降は別の法人と同居している）。また保存バスは日本バス友の会での所有であることから、車検を取得する際に個人名義を避けるため、これとは別に法人を設立した。このような経緯は別として、現在バス保存活動の実務は、茨城県土浦市に本部を置く特定非営利活動法人日本バス文化保存振興委員会に移行している。

## 著書
日本バス友の会が編集に携わった書籍は多数あり、友の会自体が発行した書籍も『日本のバスカラー名鑑』などが出版されている。
- 『バスに乗ろうョ!!大百科 街のバスから超デラ2階バスまで』日本バス友の会 編、九段書房、1981年。ISBN 4-906116035
- 『日本路線バス総合カタログ』日本バス友の会カタログ編集委員会 編、日本バス友の会発行、1985年。
- 『全国ハイウェイバス時刻表 創刊号』日本バス友の会 編、ジェイバス発行、1989年。
- 『快走 素晴らしいバス旅の世界 1』日本バス友の会・クリム企画 編、興陽館書店、1990年。
- 『快走 素晴らしいバス旅の世界 2』日本バス友の会・クリム企画 編、興陽館書店、1991年。
- 『快走 素晴らしいバス旅の世界 3』日本バス友の会・クリム企画 編、興陽館書店、1991年。
- 『バス旅の世界 4』日本バス友の会・クリム企画 編、興陽館書店、1992年。ISBN 4-906113877
- 『高速バスのすべて』日本バス友の会カタログ編集委員会 編、興陽館書店、1992年。ISBN 4-877231188
- 『日本のバスカラー名鑑 路線バス編』日本バス友の会カラー名鑑制作委員会 編、日本バス友の会発行、1994年。
- 『バスの缶詰』日本バス友の会 編、トラベルジャーナル、1996年。ISBN 4-895593665
- 『日本のバスカラー名鑑 観光バス編』日本バス友の会カラー名鑑制作委員会 編、日本バス友の会発行、1997年。
- 『わだち愛くし―仙台市営特急空港バス50年の記憶』日本バス友の会仙台 編、丸善仙台出版サービスセンター、ISBN 978-4-860800802
- 『バスマガジンSpecial 全国路線バス大百科』日本バス友の会 監修、別冊ベストカー、講談社ビーシー、2015年。ISBN 978-4-063666441
- 『全国路線バス大百科2018』日本バス友の会 監修、バスマガジンMOOK、講談社ビーシー、2018年。ISBN 978-4-063667394
- 『バスと歩んだ昭和～平成の駅前風景』日本バス友の会 監修、Grafis MOOK、株式会社グラフィス、2019年。ISBN 978-4-864932257
日本バス友の会創立40周年記念出版。

## 会報
- バスロード（BUS ROAD）- 外部リンクの公式サイトでは、159号（2001年6月刊）以降の会報発行は確認できない。しかし支部の活動レベルから見て発行は継続されていると考えられる。